# Закон Кюри — Вейса
Закон Кюри — Вейса описывает магнитную восприимчивость ферромагнетика в области температур выше точки Кюри (то есть в парамагнитной области). Закон выражается следующей математической формулой:
{\displaystyle \chi ={\frac {C}{T-T_{c}}},}
где
{\displaystyle \chi } — магнитная восприимчивость,
{\displaystyle C} — постоянная Кюри, зависящая от вещества,
{\displaystyle T} — абсолютная температура в кельвинах,
{\displaystyle T_{c}} — температура Кюри, К.
При {\displaystyle T=T_{c}} магнитная восприимчивость стремится к бесконечности. При снижении температуры до точки Кюри и ниже возникает спонтанная намагниченность вещества.
Во многих веществах закон Кюри — Вейса неприменим в окрестности точки Кюри, поскольку он основан на приближении среднего поля. В этих случаях критическое поведение описывается формулой
{\displaystyle \chi \sim {\frac {1}{(T-T_{c})^{\gamma }}}}
с критическим индексом {\displaystyle \gamma \,.} Однако при температурах {\displaystyle T\gg T_{c}} закон Кюри — Вейса выполняется, хотя в этом случае {\displaystyle T_{c}} представляет температуру несколько больше действительной точки Кюри.
Закон Кюри — Вейса выполняется также для антиферромагнетиков при температурах выше точки Нееля. В этом случае константа {\displaystyle T_{c}} в формуле отрицательна, её абсолютное значение по порядку величины близко к температуре Нееля.
В сегнетоэлектриках связь между поляризуемостью сегнетоэлектрика {\displaystyle \alpha } и его температурой {\displaystyle T} в неполярной фазе вблизи точки Кюри, также может быть описана формулой, совпадающей с законом Кюри — Вейса:
{\displaystyle \alpha ={\frac {C}{T-T_{0}}}}
где {\displaystyle C} и {\displaystyle T_{0}} — константы, определяемые видом сегнетоэлектрика. Величина {\displaystyle T_{0}} носит название температуры Кюри — Вейса и очень близка к значению температуры Кюри. Если точек Кюри две, то вблизи каждой из них в неполярной фазе выполняется тот же закон. Вблизи верхней — в прежней форме, а вблизи нижней — в форме:
{\displaystyle \alpha ={\frac {C'}{T_{0}'-T}}}